# Cala des Frares
La Cala des Frares és una petita platja situada a l'illa de Menorca, concretament a  Ciutadella.

## Descripció
Aquesta platja es troba al costat del port de Ciutadella, des d'allà es pot observar perfectament el Castell de Sant Nicolau. La platja és de pedra petita. Sense vegetació ni arena, és una platja de replans. Per poder entrar i sortir de l'aigua es fa mitjançant unes escales d'acer inoxidable de les de tipus de piscina.
No hi ha cap mena de servei i es pot accedir a peu des del centre urbà o amb el mateix vehicle.